# Pradahkali Kendal
Pradahkali Kendal is een bestuurslaag in het regentschap Soerabaja van de provincie Oost-Java, Indonesië. Pradahkali Kendal telt 18.720 inwoners (volkstelling 2010).